# داستان پلیس ۳: ابر پلیس
داستان پلیس ۳: اَبَـر پلیس (چینی: 警察故事３超級警察) فیلمی در ژانر اکشن، رزمی، و کمدی به کارگردانی استنلی تانگ است که در سال ۱۹۹۲ منتشر شد. از بازیگران آن می‌توان به جکی چان، میشل یئو، مگی چونگ، و یوئن وا اشاره کرد. این فیلم در آمریکای شمالی با نام ابر پلیس (به انگلیسی: Super Cop) عرضه شد.